# فیدادی محمد
فیدادی محمد (انگلیسی: Fidadi Mohamed؛ زادهٔ ۲ مارس ۱۹۶۸) بازیکن فوتبال اهل مراکش بود.
از باشگاه‌هایی که در آن بازی کرده‌است می‌توان به باشگاه فوتبال الاتفاق، باشگاه فوتبال المپیک خریبکه، و باشگاه فوتبال سلانگور اشاره کرد.
وی همچنین در تیم ملی فوتبال مراکش بازی کرده‌است.